# Jaime Sin
Jaime Lachica Sin (New Washington, 31 de agosto de 1928 - San Juan, 21 de junho de 2005) foi um cardeal filipino e o 29º arcebispo de Manila.
De ascendência chinesa, Sin ficou conhecido como uma das figuras principais da Revolução do Poder Popular, em 1986, que derrubou o regime do presidente Ferdinand Marcos e levou Corazón Aquino ao poder. Também foi considerado pelo povo filipino um líder carismático da Segunda Revolução do Poder Popular, em 2001, que substituiu o presidente Joseph Estrada por Gloria Macapagal-Arroyo.